# بارتوش بياوكوفسكي
بارتوش بياوكوفسكي (بالبولندية: Bartosz Białkowski) (و. 1987  م) هو لاعب كرة قدم، من بولندا، يلعب كحارس مرمى.

## روابط خارجية
- بارتوش بياوكوفسكي على موقع الاتحاد الدولي (مؤرشف)  (الإنجليزية)
- بارتوش بياوكوفسكي على موقع قاعدة بيانات كرة القدم.إي يو (الإنجليزية)
- بارتوش بياوكوفسكي على موقع ناشيونال فوتبول تيمز (الإنجليزية)
- بارتوش بياوكوفسكي على موقع Soccerbase.com (لاعب) (الإنجليزية)
- بارتوش بياوكوفسكي على موقع Soccerway.com (الإنجليزية)
- بارتوش بياوكوفسكي على موقع عالم كرة القدم.نت (الإنجليزية)